# Маџарово
Маџарово (буг. Маджарово) град је у Републици Бугарској, у јужном делу земље, седиште истоимене општине Маџарово у оквиру Хасковске области.
Град је име добио по чувеном бугарском револуционару Димитру Маџарову.

## Географија
Положај: Маџарово се налази у јужном делу Бугарске. Од престонице Софије град је удаљен 290 km југоисточно, а од обласног средишта, Хаскова град је удаљен 60 km источно.
Рељеф: Област Маџарова се налази у области источних Родопа, у невеликој долини коју ствара река Арда. Надморска висина града је око 310 метара.
Клима: Клима у Маџарову је измењено континентална клима са утицајем оближњег Егеја.
Воде: Поред града Маџарова протиче река Арда средњим делом свог тока.

## Историја
Област Маџарова је првобитно било насељено Трачанима, а после њих овом облашћу владају стари Рим и Византија. Јужни Словени ово подручје насељавају у 7. веку. Од 9. века до 1373. године област је била у саставу средњовековне Бугарске.
Крајем 14. века област Маџарова је пала под власт Османлија, који владају облашћу 5 векова.
1912. године град је постао део савремене бугарске државе. Насеље постоје убрзо средиште окупљања за села у околини, са више јавних установа и трговиштем. Насеље је 1974. године проглашено градом.

## Становништво
| 1975. | 1985. | 1992. | 2001. |
| ----- | ----- | ----- | ----- |
| 1.947 | 2.003 | 1.716 | 741   |

По проценама из 2010. године Маџарово је имало око 700 становника. После града Мелника, Маџарово је са најмањи град у Бугарској. Огромна већина градског становништва су етнички Бугари. Остатак су махом Турци и Роми. Последњих 20-ак година град губи становништво због удаљености од главних токова развоја у земљи.
Претежан вероисповест месног становништва је православље, а мањинска ислам.